# Глоток свежего воздуха
«Глоток свежего воздуха» (англ. A Breath of Fresh Air) — первый эпизод третьего сезона американского мультсериала «Легенда о Корре».

## Сюжет
Спустя 3 недели после Гармоничного сближения люди и духи живут в одном мире. Земля обрастает лианами. Буми обнаруживает, что он маг воздуха, когда падает с обрыва. Корра хочет избавиться от лиан, но у неё не получается, а затем она идёт на пресс-конференцию. Там ругают президента, а затем её. Райко ссорится с Коррой, а затем уходит. Асами поддерживает подругу. Буми рассказывает семье о новообретённых способностях, но не может их продемонстрировать, и ему не верят. Тогда за обедом Мило бросает в него тарелку, и он останавливает её магией воздуха. Ночью полицейского Мако вызывает потерпевший, сообщивший, что его брат стал магом воздуха. Парень говорит с ним, но тот сбегает, применяя магию. На следующий день Буми пытается покорить воздух, и к ним приходит Лин Бейфонг с Мако. Гостям говорят, что Буми стал магом воздуха, и они отвечают, что есть ещё один. Корра хочет помочь найти его, но Мако отказывает. Тогда Аватар и Асами решают найти его сами. Корра учится водить, и они говорят про Мако. Асами признаётся, что пока Корры не было, она поцеловала его, и Аватар отвечает, что однажды целовала Мако, когда он встречался с Асами. Подруги не в обиде друг на друга. Затем они натыкаются на духа, и поговорив с ним, Корра догадывается, как избавиться от лиан. Тензин вместе со своими детьми радуется, что их народ может возродиться.
Корра собирается убрать лианы, и приходят президент Райко с журналистами посмотреть на это. Она пытается «усмирить» лианы как духов, и поначалу кажется, что это получается, но затем заросли возвращаются, и их становится ещё больше. Аватар спасает людей из рушащегося здания. Вечером она медитирует, переживая, что принесла многим беды, оставив порталы открытыми и соединив миры людей и духов. Тензин подбадривает её, ибо ему она принесла счастье, ведь некоторые люди стали магами воздуха. Прибегает Болин и сообщает, что того нового мага воздуха нашли на мосту Киоши. Корра прибывает туда и говорит с напуганным человеком. Она уговаривает его принять перемену и пойти с ней в храм воздуха. Он хочет согласиться, но падает с моста. Корра успевает поймать его. Прибывает Райко и винит Аватара в кризисе, после чего изгоняет её из города. Она решает заняться поисками других новых магов воздуха, и Тензин собирается с ней. Ему интересно, кто прямо сейчас довольствуется новыми возможностями, и тем временем орден Белого лотоса приносит еду опасному преступнику Захиру, заключённому в металлической тюрьме. Внезапно бывший немаг, получивший магию воздуха, прижимает к решётке одного члена ордена и отбирает ключи, выбираясь наружу. Он одолевает Белый лотос магией воздуха и запирает их в камере. Захир говорит, что ордену Белого лотоса и Аватару настанет конец, а затем уходит.

## Отзывы

Динамика оценок IGN к эпизодам 3 сезона мультсериала

Макс Николсон из IGN поставил эпизоду оценку 8,5 из 10. Ему понравился новый злодей Захир. Оливер Сава из The A.V. Club дал серии оценку «A-» и похвалил Корру за то, как она ставила президента Райко на место во время их ссоры на пресс-конференции. Майкл Маммано из Den of Geek вручил эпизоду 4 звезды из 5 и написал, что «в общем, это была фантастическая премьера, намного более сильная, чем премьера Книги Второй». Рецензенту также «очень хочется узнать, в чём корень неприязни Захира» к ордену Белого лотоса. Главный редактор The Filtered Lens, Мэтт Доэрти, дал серии оценку «A-» и посчитал, что «„Глоток свежего воздуха“ — это именно то, что нужно мультсериалу, дабы сдвинуться с мёртвой точки после больших перемен в конце Книги Второй».
Эпизоды «Глоток свежего воздуха», «Возрождение» и «Царица Земли», вышедшие в один день, собрали 1,50 миллиона зрителей у телеэкранов США.